# Thomas Bates
Thomas Bates, född ett okänt år i Lapworth, död 30 januari 1606 i London (avrättad), var en av de katolska konspiratörerna som försökte lönnmörda Jakob I av England genom att spränga det engelska överhuset i Westminsterpalatset, i vad som kallas för krutkonspirationen år 1605. Bates var den sjunde personen att gå med i konspirationen.
Bates var anställd som vasall åt Robert Catesbys familj och tillsammans med sin fru Martha Bates bodde han i en stuga på Catesbys ägor. Bates blev involverad i krutkonspirationen när han började fatta misstankar om vad Catesby hade i kikaren och i december 1604 blev han inbjuden till sin herres logi i Puddle Wharf, London. Väl där frågades han ut av Thomas Wintour och Catesby och det var vid detta tillfälle som de avslöjade sina hemligheter för Bates och på så sätt lät de honom bli en del av konspirationen. När Bates den 5 november 1605 fick reda på att Guy Fawkes hade misslyckats med sin del av krutkonspirationen flydde han tillsammans med några av de andra konspiratörerna till Holbeche House. Bates lämnade även denna plats, möjligtvis tillsammans med sin son och Everard Digby, och greps något senare och fördes till London.
I rättegången som hölls mot de överlevande konspiratörerna den 27 januari 1606 blev det en fällande dom i högförräderi för samtliga. Tillsammans med några av de andra konspiratörerna avrättades Bates den 30 januari 1606 i Westminster genom hängning, dragning och fyrdelning.

## Biografi

### Tidigt liv

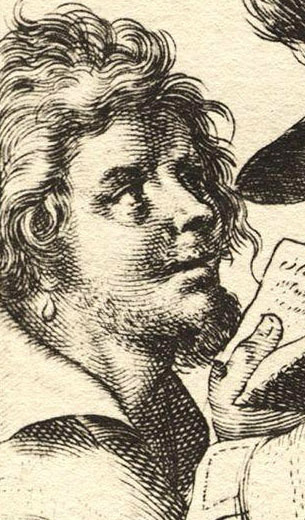
Gravyr av Thomas Bates, gjord av Crispin de Passe den äldre.

Thomas Bates föddes ett okänt år i Lapworth, Warwickshire och han var gift med Martha Bates. Tillsammans hade de förmodligen en son även om detta inte är helt historiskt säkerställt. Bates var anställd som vasall åt Robert Catesbys familj och tillsammans med sin fru bodde han i en stuga på Catesbys ägor. Bates hade möjligheten att ha en egen betjänt liksom sin egen rustning och han ansågs vara en lojal och hängiven vasall åt Catesby.

### Medverkan i krutkonspirationen
Bates var den sjunde personen att gå med i det som kallas för krutkonspirationen. När Jakob I av England efterträdde Elisabet I av England verkade han agera på ett mer tolerant sätt mot olika trosuppfattningar än vad drottning Elisabet tidigare gjort och de katolska engelsmännen hoppades på att de skulle slippa bli förföljda på grund av sin tro. Dock var Catesby, en hängiven katolik från Warwickshire, missbelåten med Jakobs utövande av kungamakt och han planerade därför att lönnmörda kungen i ett sprängdåd mot det engelska överhuset i Westminsterpalatset. I det följande upploppet skulle Catesby hetsa folket att göra revolt och få dem att kröna Elisabet Stuart till drottning. Bates blev involverad i konspirationen när han började fatta misstankar om vad Catesby hade i kikaren. I december 1604 blev Bates inbjuden till sin herres logi i Puddle Wharf, London och väl där frågades han ut av Thomas Wintour och Catesby, som hade märkt att Bates hade fattat misstankar om deras planer. Bates sade till dem att han trodde att de hade onda avsikter vad det gällde Westminsterpalatset eftersom de hade skaffat logi i närheten av denna byggnad. Det var vid detta tillfälle som Wintour och Catesby avslöjade sina hemligheter för Bates och på så sätt lät de honom bli en del av konspirationen.
På grund av pestens närvaro i landet sköts parlamentets öppnande upp från februari till den 3 oktober. Under denna försening kan konspiratörerna ha grävt en tunnel under Westminsterpalatset, men några bevis för tunnelns existens har aldrig påträffats. Konspiratörerna lyckades införskaffa ett hyreskontrakt för ett källarvalv som låg precis under det engelska överhuset och det var där de förvarade sprängämnena som skulle användas för att spränga Westminsterpalatset. I juli 1605 blev öppnandet av parlamentet ännu en gång försenat, denna gång till tisdagen den 5 november. Catesby hade finansierat det mesta av konspirationen själv, men i augusti 1605 började han få slut på pengar. Under ett hemligt möte i Bath samma månad (där Bates, Catesby, Wintour och Thomas Percy var närvarande) bestämdes det att konspiratörerna var för få för att kunna genomföra sina planer och Catesby fick lov att involvera fler personer, om han så ville. Bates kände sig obekväm med denna tanke och han var den ende av konspiratörerna som öppet protesterade mot idén. Dock blev Bates nedröstad och Catesby värvade strax därefter Ambrose Rookwood, Francis Tresham och Everard Digby.

#### Konspirationens misslyckande och Bates gripande
De sista detaljerna för planerna utarbetades i oktober 1605. Guy Fawkes skulle tända på stubintråden till sprängladdningarna och sedan fly över Themsen. Samtidigt skulle ett uppror startas i Midlands, med syfte att fånga in Elisabet Stuart. Sent på måndagen den 4 november färdades Bates tillsammans med Catesby och John Wright i syfte att börja planera upproret. När de nästkommande dag var i Dunstable för att sko om Catesbys häst möttes de upp av Rookwood, som kom med nyheten att Fawkes hade misslyckats med sitt uppdrag och gripits på plats. De konspiratörer som fortfarande befann sig i London vid tillfället begav sig snabbt därifrån och Percy samt Christopher Wright anslöt sig kort därefter till gruppen. Digby hade skickat hästar till dem sedan tidigare och med hjälp av dessa red de till Dunchurch. De mötte upp Robert Wintour i Ashby St. Ledgers och Digby vid Dunchurch. Den 6 november stal de hästar från Warwick Castle och samlade på sig de vapen som de hade förvarat i Norbrook, i närheten av Stratford-upon-Avon. De begav sedan mot Huddington Court. Myndigheterna hade gått ut med en efterlysning vad det gällde konspiratörerna och Catesby bad Bates leverera ett brev till fader Henry Garnet vid Coughton Court, för att se om han kunde hjälpa dem. Bates nyheter till jesuiterna visade sig vara mycket betydelsefulla och han hörde när jesuiten Oswald Tesimond utbrast: "Det är ute med oss alla." Garnets svar till konspiratörerna var att han bad dem sluta med sina "onda handlingar" och istället lyssna till påvens läror, varpå han själv flydde fältet.
När konspiratörerna kom fram till Holbeche House, på gränsen till Staffordshire, var de helt utmattade. Både de och det krut de hade med sig var dyblött från regnet och de fick lägga ut krutet framför en öppen eld för att försöka få det att torka. En gnista från elden landade på krutet och flammorna som då skapades uppslukade Catesby, Rookwood, John Grant och en man vid namn Morgan (som var med i Digbys så kallade jaktlag). Catesby och Rookwood sades klarat sig "någorlunda väl" från elden, men Grant förblindades av flammorna och hans ögon har beskrivits som att vara "helt utbrända". Någon gång mellan denna händelse och det att Richard Walsh, som var High Sheriff of Worcestershire, och hans styrka på omkring tvåhundra man kom fram till Holbeche House lämnade Bates huset, möjligtvis tillsammans med sin son och Digby. Innan han flydde ur huset hade han fått £100 av Christopher Wright som bad honom att ge £80 till sin familj och behålla resten åt sig själv. Om Bates färdades med Digby greps han samma dag och skickades till London, men mest sannolikt är att han greps den 12 november i Staffordshire. Catesby dödades den 8 november tillsammans med Percy och bröderna Wright.

#### Fångenskap, rättegång och avrättning

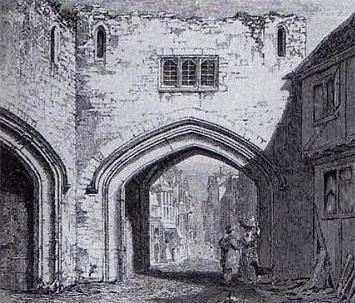
Fängelset Gatehouse i London där Gates satt inspärrad, teckning från 1700-talet.

Under ett förhör den 4 december 1605 hävdade Bates att fader Tesimond hade känt till konspirationen i förväg. Den 13 januari 1606 beskrev Bates hur han hade besökt fader Garnet och Tesimond den 7 november för att informera Garnet om konspirationens misslyckande. Bates sade även att han och Tesimond hade ridit tillsammans till Huddington Court och han berättade om ett möte som hållits mellan fader John Gerard, Garnet och Tesimond i oktober 1605. Författaren Antonia Fraser ansåg dock att Bates bevis för att Tesimond hade känt till konspirationen i förväg var tveksamma; han var av lägre klass än de övriga konspiratörerna och på grund av detta kan han ha trott sig löpa större risk för att bli torterad än de andra. Han var den ende av konspiratörerna som blandade in jesuiterna i konspirationen, vilket kan ha gjorts för att försöka komma på bättre fot med de som förhörde honom. Bates drog sedan tillbaka sitt erkännande när det stod klart för honom att han skulle avrättas för sitt brott.
Rättegången mot konspiratörerna hölls den 27 januari 1606 i Westminster Hall. Bates anlände inte till Westminster Hall tillsammans med de andra anklagade konspiratörerna; eftersom fängelserna skilde fångarna åt beroende på deras klass var Bates fängslad i Gatehouse istället för i Towern. Trots att alla de anklagade, utom Digby, hävdade att de var oskyldiga blev det en fällande dom i högförräderi för samtliga. Konspiratörerna hade ingen försvarsadvokat som förde deras talan och därför var resultatet av rättegången mer eller mindre bestämd redan i förväg. På morgonen den 30 januari 1606 blev Bates fastbunden på en träram och på denna drogs han med hjälp av en häst från Gatehouse till kyrkogården vid den västra delen av Sankt Paulskatedralen. Konspiratörerna vaktades hela vägen till katedralen, för att undvika att någon skulle försöka frita dem, men vakterna gjorde inga försök att hindra uppvisningen av konspiratörernas prekära situation. Dock lyckades Martha, Bates fru, ta sig förbi vakterna och hon omfamnade sin man en sista gång. Bates tog då tillfället i akt att berätta för henne var han hade gömt de £100 han hade fått tidigare av Christopher Wright. Vid katedralen var Bates närvarande när Digby, Robert Wintour och Grant blev hängda, dragna och fyrdelade. Bates var den siste av konspiratörerna att avrättas denna dag och samma avrättningsmetod användes för honom. Dagen därpå avrättades de resterande konspiratörerna på samma sätt vid Old Palace Yard i Westminster.